# Тертения
Тертения (итал. Tertenia) — коммуна в Италии, располагается провинции Нуоро региона Сардиния.
Население составляет 3726 человек, плотность населения составляет 31,64 чел./км². Занимает площадь 117,77 км². Почтовый индекс — 8047. Телефонный код — 0782.
Покровителями коммуны почитаются святая София, празднование 1 сентября, и святой Себастьян, празднование 20 января.